# UCI-Straßenradsport-Kalender der Frauen 2012
Der UCI-Straßenradsport-Kalender der Frauen (Elite) umfasste Radrennen zwischen Februar 2012 und November 2012. Die einzelnen Eintages- und Etappenrennen werden durch den Weltradsportverband UCI in verschiedene Kategorien eingestuft: olympische Wettbewerbe (JO), Weltmeisterschaften (CM), Kontinentalmeisterschaften (CC), Weltcuprennen (CDM), Eintagesrennen der Kategorien 1 und 2 (1.1 bzw. 1.2) sowie Etappenrennen der Kategorien 1 und 2 (2.1 bzw. 2.2). Bei den Rennen werden Punkte für die Weltrangliste vergeben. In den UCI-Kategorien 1 und 2 können außer Radrennfahrerinnen der Elite auch Juniorinnen des letzten Jahrgangs teilnehmen.

## Rennen

### Februar
| Datum           | Rennen                                | Kat. | Siegerin             |
| --------------- | ------------------------------------- | ---- | -------------------- |
| 1.–3. Februar   | Ladies Tour of Qatar                  | 2.1  | Judith Arndt (GEW)   |
| 14. Februar     | Asienmeisterschaften Einzelzeitfahren | CC   | Na Ah-reum           |
| 18. Februar     | Asienmeisterschaften Straßenrennen    | CC   | Hsiao Mei-yu         |
| 22.–26. Februar | Women’s Tour of New Zealand           | 2.2  | Evelyn Stevens       |
| 25. Februar     | Omloop Het Nieuwsblad                 | 1.2  | Loes Gunnewijk (GEW) |
| 29. Februar     | Le Samyn des Dames                    | 1.2  | Adrie Visser (SKI)   |

### März
| Datum        | Rennen                                         | Kat. | Siegerin                   |
| ------------ | ---------------------------------------------- | ---- | -------------------------- |
| 4. März      | Omloop van het Hageland                        | 1.2  | Elizabeth Armitstead (LNL) |
| 8. März      | Drentse 8                                      | 1.1  | Chloe Hosking (SLU)        |
| 9. März      | Panamerikanische Meisterschaften Zeitfahren    | CC   | Amber Neben                |
| 10. März     | Ronde van Drenthe                              | CDM  | Marianne Vos (RBW)         |
| 11. März     | Panamerikanische Meisterschaften Straßenrennen | CC   | Yumari González            |
| 11. März     | Novilon Eurocup                                | 1.1  | Marianne Vos (RBW)         |
| 15. März     | Grand Prix el Salvador                         | 1.1  | Noemi Cantele (BPK)        |
| 16.–20. März | Vuelta el Salvador                             | 2.1  | Clemilda Fernandes         |
| 16. März     | Ozeanische Meisterschaften Zeitfahren          | CC   | Shara Gillow               |
| 17. März     | Ozeanische Meisterschaften Straßenrennen       | CC   | Aimee Burns                |
| 17. März     | Classica Citta di Padova                       | 1.2  | Carmen Small               |
| 18. März     | Cholet Pays de Loire Dames                     | 1.2  | Audrey Cordon (FUT)        |
| 25. März     | Trofeo Alfredo Binda-Comune di Cittiglio       | CDM  | Marianne Vos (RBW)         |

### April
| Datum         | Rennen                                                  | Kat. | Siegerin                                                 |
| ------------- | ------------------------------------------------------- | ---- | -------------------------------------------------------- |
| 1. April      | Flandern-Rundfahrt                                      | CDM  | Judith Arndt (GEW)                                       |
| 2. April      | Grand Prix de Dottignies                                | 1.2  | Monia Baccaille (MCG)                                    |
| 4.–8. April   | Energiewacht Tour                                       | 2.2  | Ina-Yoko Teutenberg (SLU)                                |
| 8.–10. April  | Women’s Tour of Thailand                                | 2.2. | Liu Xin (GPC)                                            |
| 15. April     | Halle-Buizingen                                         | 1.2  | Chloe Hosking (SLU)                                      |
| 15. April     | Ronde van Gelderland                                    | 1.2  | Suzanne de Goede (SKI)                                   |
| 18. April     | La Flèche Wallonne Féminine                             | CDM  | Evelyn Stevens (SLU)                                     |
| 21. April     | EPZ Omloop van Borsele                                  | 1.2  | Ellen van Dijk (Team Specialized-lululemon)              |
| 22. April     | GP Stad Roeselare                                       | 1.1  | Annemiek van Vleuten (Stichting Rabo Women Cycling Team) |
| 25. April     | Gran Premio della Liberazione                           | 1.2  | Noemi Cantele (Be Pink)                                  |
| 25.–29. April | Gracia Orlová                                           | 2.2  | Evelyn Stevens (Team Specialized-lululemon)              |
| 27.–29. April | Festival luxembourgeois du Cyclisme Féminin Elsy Jacobs | 2.1  | Marianne Vos (Stichting Rabo Women Cycling Team)         |

### Mai
| Datum       | Rennen                                                      | Kat. | Siegerin                                                 |
| ----------- | ----------------------------------------------------------- | ---- | -------------------------------------------------------- |
| 5. Mai      | Knokke-Heist - Bredene                                      | 1.2  | Liesbeth de Vocht (Stichting Rabo Women Cycling Team)    |
| 9. Mai      | Heydar Aliyev Anniversary Time Trial                        | 1.2  | Jelena Tschalych (Dolmans-Boels Cyclingteam)             |
| 9.–11. Mai  | Tour of Chongming Island                                    | 2.1  | Melissa Hoskins (Orica-AIS)                              |
| 12. Mai     | Clásico Aniversario de la Federación Venezolana de Ciclismo | 1.2  | Mayra Rocha                                              |
| 13. Mai     | Tour of Chongming Island World Cup                          | CDM  | Shelley Olds (AA Drink-leontien.nl)                      |
| 13. Mai     | Copa Federación Venezolana de Ciclismo Corre por la Vida    | 2.2  | Janildes Fernandes Silva                                 |
| 13. Mai     | Celtic Chrono                                               | 1.2  | Wendy Houvernaghel                                       |
| 15. Mai     | Grand Prix of Maykop                                        | 1.2  | Anastassija Tschulkowa                                   |
| 17. Mai     | Gooik-Geraardsbergen-Gooik                                  | 1.2  | Liesbet de Vocht (AA Drink-leontien.nl)                  |
| 19. Mai     | Chrono Gatineau                                             | 1.2  | Clara Hughes (Team Specialized-lululemon)                |
| 17.–20. Mai | Tour of Adygeya                                             | 2.2  | Alexandra Burchenkova                                    |
| 19. Mai     | Grand Prix cycliste de Gatineau                             | 1.2  | Ina-Yoko Teutenberg (Team Specialized-lululemon)         |
| 19. Mai     | Copa Fundadeporte                                           | 1.2  | Angee Gonzalez                                           |
| 20. Mai     | Clasico Fundadeporte                                        | 1.2  | Mayra Rocha                                              |
| 20. Mai     | GP Comune di Cornaredo                                      | 1.2  | Iris Slappendel                                          |
| 23.–27. Mai | Tour de Free State                                          | 2.1  | Emma Johansson (Team Specialized-lululemon)              |
| 24.–28. Mai | The Exergy Tour                                             | 2.1  | Evelyn Stevens (Team Specialized-lululemon)              |
| 25. Mai     | Parkhotel Rooding Hills Classic                             | 1.2  | Annemiek van Vleuten (Stichting Rabo Women Cycling Team) |
| 26. Mai     | 7-Dorpenomloop Aalburg                                      | 1.2  | Annemiek van Vleuten (Stichting Rabo Women Cycling Team) |

### Juni
| Datum              | Rennen                                 | Kat. | Siegerin                                         |
| ------------------ | -------------------------------------- | ---- | ------------------------------------------------ |
| 3. Juni            | Liberty Classic                        | 1.1  | Ina-Yoko Teutenberg (Team Specialized-lululemon) |
| 5. Juni            | Durango–Durango Emakumeen Saria        | 1.2  | Emma Pooley (AA Drink-leontien.nl)               |
| 7.–10 Juni         | Emakumeen Euskal Bira                  | 2.1  | Judith Arndt (Orica-AIS)                         |
| 14.–16. Juni       | Rabo Ster Zeeuwsche Eilanden           | 2.2  | Kirsten Wild (AA Drink-leontien.nl)              |
| 16.–17. Juni       | Giro del Trentino Alto Adige-Südtirol  | 2.1  | Linda Villumsen (Orica-AIS)                      |
| 29. Juni – 8. Juli | Giro d’Italia Internazionale Femminile | 2.1  | Marianne Vos (Stichting Rabo Women Cycling Team) |

### Juli
| Datum        | Rennen                                        | Kat. | Siegerin                                         |
| ------------ | --------------------------------------------- | ---- | ------------------------------------------------ |
| 5.–8. Juli   | Tour de Feminin – O cenu Českého Švýcarska    | 2.2  | Larissa Pankowa                                  |
| 11.–15. Juli | Tour de Bretagne Féminin                      | 2.2  | Anna van der Breggen (SLT)                       |
| 15. Juli     | Dwars door de Westhoek                        | 1.2  | Kim de Baat                                      |
| 17.–22. Juli | Internationale Thüringen-Rundfahrt der Frauen | 2.1  | Judith Arndt (Orica-AIS)                         |
| 19.–22. Juli | Tour Féminin en Limousin                      | 2.2  | Marianne Vos (Stichting Rabo Women Cycling Team) |
| 29. Juli     | Olympisches Straßenrennen                     | JO   | Marianne Vos                                     |

### August
| Datum          | Rennen                                         | Kat. | Siegerin                                            |
| -------------- | ---------------------------------------------- | ---- | --------------------------------------------------- |
| 1. August      | Olympisches Einzelzeitfahren                   | JO   | Kristin Armstrong                                   |
| 4. August      | Erpe-Mere                                      | 1.2  | Adrie Visser (Skil-Argos)                           |
| 4.–12. August  | La Route de France                             | 2.1  | Evelyn Stevens (Team Specialized-lululemon)         |
| 17. August     | Open de Suède Vårgårda – Mannschaftszeitfahren | CDM  | Team Specialized-lululemon                          |
| 18.–22. August | Trophée d’Or Féminin                           | 2.2  | Elena Cecchini MCipollini Giambenini                |
| 19. August     | Open de Suède Vårgårda – Eintagesrennen        | CDM  | Iris Slappendel (Stichting Rabo Women Cycling Team) |
| 25. August     | Grand Prix de Plouay                           | CDM  | Marianne Vos (Stichting Rabo Women Cycling Team)    |
| 25.–27. August | Lotto-Decca Tour                               | 2.2  | Ellen van Dijk (Team Specialized-lululemon)         |

### September
| Datum             | Rennen                                                 | Kat. | Siegerin                                       |
| ----------------- | ------------------------------------------------------ | ---- | ---------------------------------------------- |
| 2. September      | Finale Lotto Cycling Cup - Breendonk                   | 1.2  | Ellen van Dijk (Team Specialized-lululemon)    |
| 2. September      | Memorial Davide Fardelli                               | 1.2  | Edwige Pitel                                   |
| 3.–8. September   | Tour Cycliste Féminin International de l’Ardèche       | 2.2  | Emma Pooley                                    |
| 4.–9. September   | Brainwash Ladies Tour                                  | 2.1  | Marianne Vos Stichting Rabo Women Cycling Team |
| 9. September      | Chrono Champenois – Trophée Européen                   | 1.1  | Wendy Houvenaghel                              |
| 11.–16. September | Giro della Toscana Femminile – Memorial Michela Fanini | 2.1  | Malgorzta Jasinska MCipollini Giambenini       |
| 16. September     | Weltmeisterschaften Teamzeitfahren                     | CM   | Team Specialized-lululemon                     |
| 18. September     | Weltmeisterschaften Einzelzeitfahren                   | CM   | Judith Arndt                                   |
| 22. September     | Weltmeisterschaften Straßenrennen                      | CM   | Marianne Vos                                   |

### Oktober / November
| Datum        | Rennen                             | Kat. | Siegerin                                 |
| ------------ | ---------------------------------- | ---- | ---------------------------------------- |
| 14. Oktober  | Chrono des Nations                 | 1.1  | Amber Neben (Team Specialized-lululemon) |
| 8. November  | Afrikanische Zeitfahrmeisterschaft | CC   | Ashleigh Moolman                         |
| 10. November | Afrikanische Straßenmeisterschaft  | CC   | Ashleigh Moolman                         |

## Weltrangliste
(Stand der Weltrangliste Endstand 2012)
| Platz | Fahrerin             | Punkte |
| ----- | -------------------- | ------ |
| 1.    | Marianne Vos         | 1666   |
| 2.    | Judith Arndt         | 964    |
| 3.    | Emma Johansson       | 885    |
| 4.    | Evelyn Stevens       | 825    |
| 5.    | Amber Neben          | 574    |
| 6.    | Ina-Yoko Teutenberg  | 563    |
| 7.    | Annemiek van Vleuten | 558    |
| 8.    | Trixi Worrack        | 512    |
| 9.    | Linda Villumsen      | 451    |
| 10.   | Shelley Olds         | 353    |

| Platz | UCI Women’s Teams           | Punkte |
| ----- | --------------------------- | ------ |
| 1.    | Stichting Rabo Women        | 2879   |
| 2.    | Team Specialized-lululemon  | 2674   |
| 3.    | Orica-AIS                   | 1960   |
| 4.    | AA Drink-leontien.nl        | 1654   |
| 5.    | Hitec Products-Mistral Home | 1490   |
| 6.    | Be Pink                     | 874    |
| 7.    | MCipollini Giambenini       | 790    |
| 8.    | RusVelo                     | 766    |
| 9.    | Lotto Belisol Ladies        | 546    |
| 10.   | Diadora-Pasta Zara          | 537    |

| Platz | Nation                 | Punkte |
| ----- | ---------------------- | ------ |
| 1.    | Niederlande            | 3275   |
| 2.    | Deutschland            | 2413   |
| 3.    | Vereinigte Staaten     | 2200   |
| 4.    | Italien                | 1537   |
| 5.    | Vereinigtes Königreich | 1091   |
| 6.    | Australien             | 1045   |
| 7.    | Schweden               | 978    |
| 8.    | Kanada                 | 641    |
| 9.    | Belgien                | 615    |
| 10.   | Frankreich             | 557    |